# Zanthoxylum ailanthoides
Zanthoxylum ailanthoides es una especie de árbol perteneciente a la familia de las rutáceas. Es originaria de Asia.

## Descripción
Es un árbol de hoja caduca que alcanza un tamaño de 15 m de altura. Las ramillas y el raquis de la inflorescencia son glabras, con espinas. Las hojas tiene 11-27 foliolos;  estrechamente lanceolados, pero subovadas las basales en raquis, de 7-18 x 2-6 cm, de color verde grisáceo el envés, con numerosos puntos de aceite, margen crenado, ápice acuminado. Las inflorescencias son terminales, con muchas flores. Pétalos de color blanco amarillento pálido, de 2,5 mm.  Semillas de  4 mm de diámetro. Fl. Agosto-septiembre, fr. Octubre-diciembre.

## Distribución y hábitat
Se encuentra en los matorrales de montaña; a una altitud de 300-1500 metros en Fujian, Guangdong, Guangxi, Guizhou, Jiangxi, Sichuan, Taiwán, Yunnan, Zhejiang en China y en Japón (incluyendo Bonin y las Islas Ryukyu), Corea y Filipinas.

## Ecología
Es el alimento de las larvas de las mariposas Papilio bianor, Papilio helenus, Papilio protenor, y Papilio xuthus.

## Taxonomía
Zanthoxylum ailanthoides fue descrita por Siebold & Zucc. y publicado en Abhandlungen der Mathematisch-Physikalischen Classe der Königlich Bayerischen Akademie der Wissenschaften 4(2): 138, en el año 1845.
Subespecies
- Zanthoxylum ailanthoides var. ailanthoides

Sinonimia
- Fagara boninshimae Koidz.
- Zanthoxylum ailanthoides var. inerme Rehder & E.H.Wilson
- Zanthoxylum emarginellum Miq.
- Zanthoxylum hemsleyanum Makino[3]